# Charles Frédéric Girard
Pour les articles homonymes, voir Girard.
Charles Frédéric Girard est un médecin et un zoologiste américain d'origine française, né le 8 mars 1822 à Mulhouse et mort le 29 janvier 1895 à Neuilly-sur-Seine.

## Biographie
Il étudie à Neuchâtel et a comme professeur Louis Agassiz. En 1847, il devient son assistant à l'université Harvard. Trois ans plus tard, Spencer Fullerton Baird l'appelle auprès de lui au National Museum of Natural History pour travailler sur les collections de reptiles et de poissons d'Amérique du Nord, collections croissant rapidement grâce aux envois des différentes missions d'exploration que le gouvernement américain envoyait dans l'ouest américain. Il travaille dans ce muséum pendant dix ans et y publie de nombreux articles, la plupart en collaboration avec Baird.
En 1854, il est naturalisé citoyen américain. En plus de son travail au Smithsonian, il obtient un titre de docteur en médecine à l'université Georgetown de Washington, D.C. en 1856. En 1859, il retourne en France. Deux ans plus tard, il est récompensé par le Prix Cuvier décerné par l'Institut de France pour son travail sur les reptiles et les poissons d'Amérique du Nord.
Pendant la Guerre de Sécession, il rejoint l'armée confédérée comme chirurgien. À l'issue du conflit, il se réinstalle en France où il exerce la médecine. Durant la guerre franco-prussienne de 1870, il sert comme médecin-militaire et fait d'importantes recherches sur la fièvre typhoïde sévissant durant le siège de Paris. Il prend sa retraite vers 1888 et continue de publier des articles d'histoire naturelle.
Il se retire définitivement en 1891 et passe le reste de sa vie à Neuilly-sur-Seine.
Ses œuvres scientifiques comptent 81 titres, dont la moitié sur les poissons, une trentaine sur les reptiles et les amphibiens et le reste sur les invertébrés.

## Liste partielle des publications
- 1854 : Observations upon a collection of fishes made on the Pacific coast of the United States, by Lieut. W. P. Trowbridge, U. S. A., for the museum of the Smithsonian Institution. Proc. Acad. Nat. Sci. Phila., v. 7 : 142–156.